# クロックムッシュ

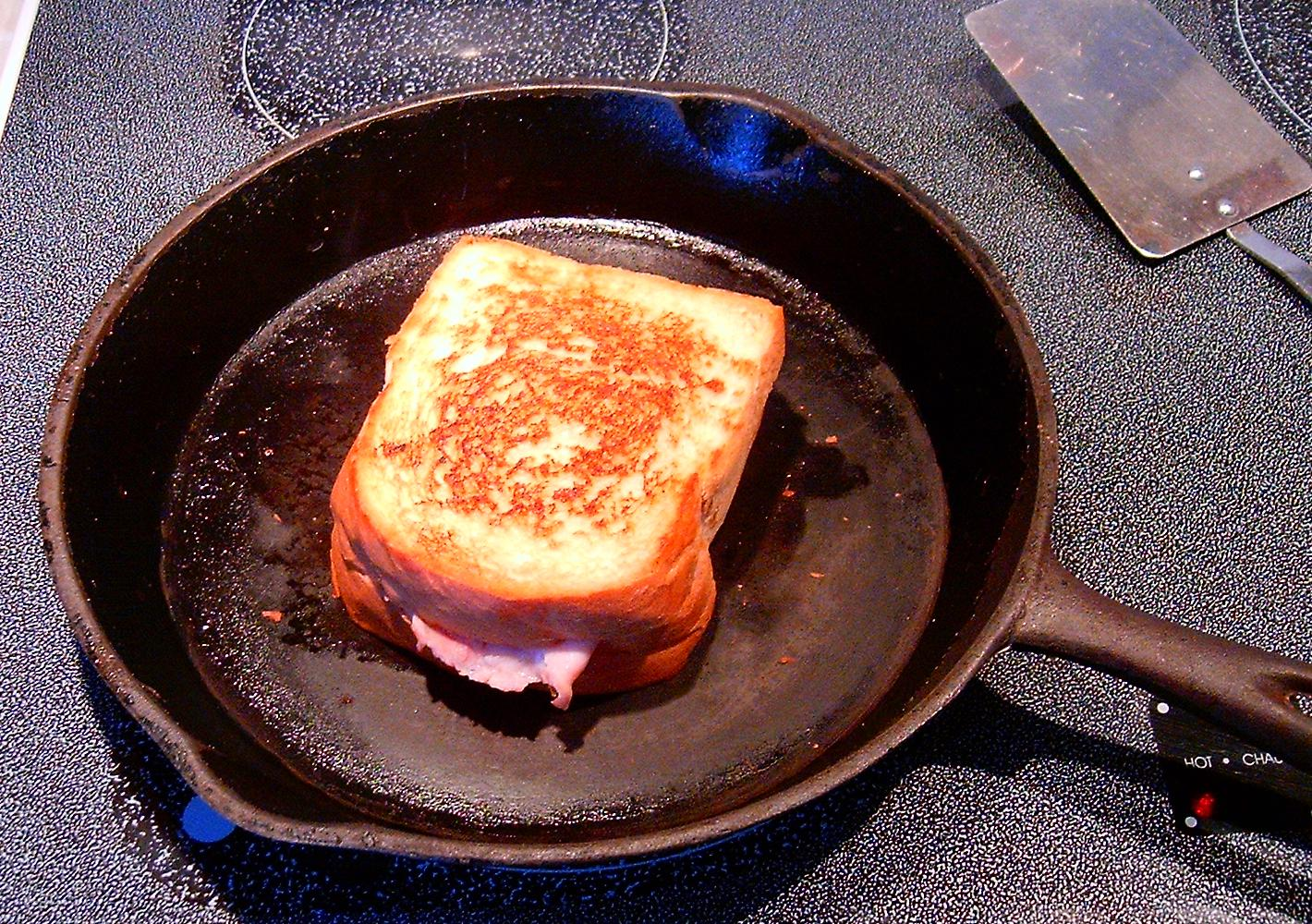
調理中のクロックムッシュ

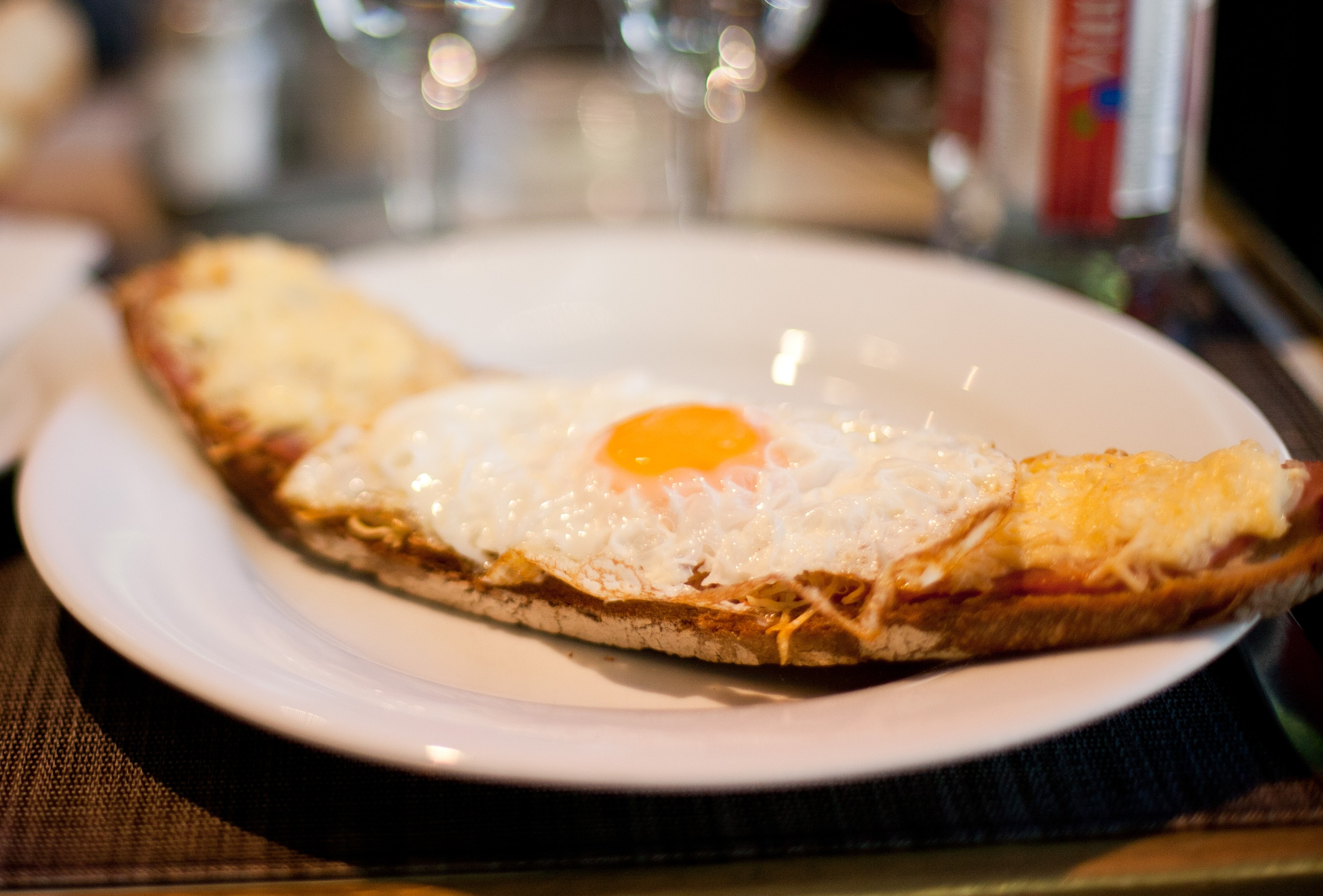
クロックマダム

クロックムッシュ（フランス語: croque-monsieur）は、1910年にフランスのオペラ座近くのカフェで作られたホットサンドイッチの一種である。カフェやバーで軽食として提供される。

## レシピ
パンにハムとチーズ（グリュイエールチーズやエメンタールチーズなどが望ましい）をはさみ、バターを塗ったフライパンで軽く焼いてベシャメルソースやモルネーソースを塗り、温かいうちに食べる。
ゆで卵や野菜をはさむ場合もあり、上面に目玉焼きを盛り付けたものは、クロックマダム (croque-madame) と呼ばれる。

## 由来
名前は「かりっとした紳士」という意味で、由来は定かではないが、一説には食べるときに音がして上品ではないので男性専用とされたという。また、食べたときのカリッという音（フランス語でのクロッケ (croquer)）からとも言われる。
1910年にはパリのカフェのメニューに掲載されていた。日本でも喫茶店の一部などがメニューに取り入れている。

## 雑学
マルセル・プルーストが1919年に書いた小説『花咲く乙女たちのかげに』（『失われた時を求めて』第2編）には、クロックムッシュが登場する。